# Enkelados

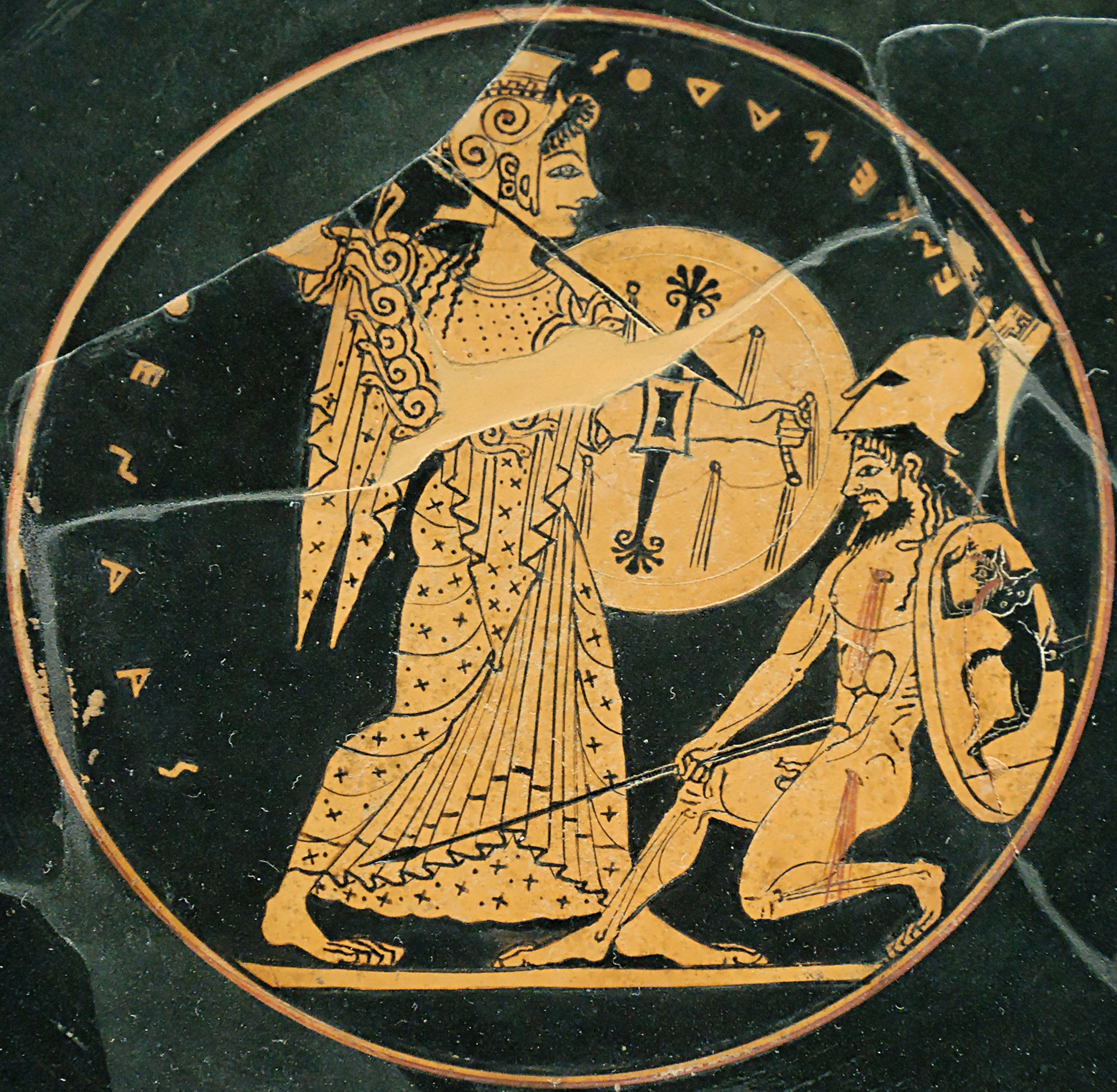
Pallas Athena besegrar Enkelados

Enkelados var en av den grekiska mytologins giganter. Han var son till Gaia och Uranos. I striden mellan gudar och giganter sårades Enkelados av en blixt som Pallas Athena kastat mot honom. Han begravdes under vulkanen Etna på Sicilien. (I varianter av myten var det Zeus eller Herakles som oskadliggjorde honom.) Vergilius berättar i Aeneiden att när Enkelados rör sig under Etna skakar hela ön. Det sägs i Grekland ännu idag att när en större jordbävning inträffat så är det Enkelados som vaknat till liv.
Enceladus, en av Saturnus månar, är namngiven efter giganten.
Enligt data från rymdobservatoriet Gaia kolliderade en galax med Vintergatan för cirka 10 miljarder år sedan. Galaxen kallas informellt för Gaia-Enceladus efter mytens gigant.